# Херцеброкк-Клархольц
Херцеброкк-Клархольц (нем. Herzebrock-Clarholz) — община в Германии, в земле Северный Рейн-Вестфалия.
Подчиняется административному округу Детмольд. Входит в состав района Гютерсло.  Население составляет 16 013 человек (на 31 декабря 2010 года). Занимает площадь 79,28 км².
Коммуна подразделяется на 2 сельских округа.